# Hallenweltmeisterschaften im Bogenschießen 2007
Die 9. Hallenweltmeisterschaften im Bogenschießen wurden vom 13. bis 17. März 2007 in einer Messehalle im Kültürpark im türkischen Izmir ausgetragen.

## Ergebnisse

### Recurvebogen
| Disziplin         | Gold                                                       | Silber                                                                | Bronze                                                      |
| ----------------- | ---------------------------------------------------------- | --------------------------------------------------------------------- | ----------------------------------------------------------- |
| Männer Einzel     | Sebastian Rohrberg                                         | Markijan Iwaschko                                                     | Shawn Rice                                                  |
| Frauen Einzel     | Nami Hayakawa                                              | Bérengère Schuh                                                       | Tetjana Dorochowa                                           |
| Männer Mannschaft | Italien Michele Frangilli Marco Galiazzo Amedeo Tonelli    | Deutschland Jan-Christopher Ginzel Daniel Hartmann Sebastian Rohrberg | Vereinigte Staaten Staten Holmes Shawn Rice Vic Wunderle    |
| Frauen Mannschaft | Frankreich Laure Barczynski Cyrielle Cotry Bérengère Schuh | Deutschland Anja Hitzler Lisa Unruh Kristina Berger                   | Ukraine Tetjana Bereschna Tetjana Dorochowa Wiktorija Kowal |

### Compoundbogen
| Disziplin         | Gold                                                          | Silber                                                              | Bronze                                             |
| ----------------- | ------------------------------------------------------------- | ------------------------------------------------------------------- | -------------------------------------------------- |
| Männer Einzel     | Braden Gellenthien                                            | José Dúo                                                            | Dominique Genet                                    |
| Frauen Einzel     | Eugenia Salvi                                                 | Fátima Agudo                                                        | Paola Galletti                                     |
| Männer Mannschaft | Vereinigte Staaten Dave Cousins Braden Gellenthien Reo Wilde  | Frankreich Sébastien Brasseur Pierre-Julien Deloche Dominique Genet | Niederlande Emiel Custers Peter Elzinga Rob Polman |
| Frauen Mannschaft | Vereinigte Staaten Christie Colin Jamie Van Natta Holly Pagel | Russland Oktjabrina Bolotowa Swetlana Nowikowa Sofja Gontscharowa   | Italien Paola Galletti Laura Longo Eugenia Salvi   |

## Medaillenspiegel
| Platz  | Land               | Gold | Silber | Bronze | Gesamt |
| ------ | ------------------ | ---- | ------ | ------ | ------ |
| 1      | Vereinigte Staaten | 3    | –      | 2      | 5      |
| 2      | Italien            | 2    | –      | 2      | 4      |
| 3      | Frankreich         | 1    | 2      | 1      | 4      |
| 4      | Deutschland        | 1    | 2      | –      | 3      |
| 5      | Japan              | 1    | –      | –      | 1      |
| 6      | Spanien            | –    | 2      | –      | 2      |
| 7      | Ukraine            | –    | 1      | 2      | 3      |
| 8      | Russland           | –    | 1      | –      | 1      |
| 9      | Niederlande        | –    | –      | 1      | 1      |
| Gesamt | Gesamt             | 8    | 8      | 8      | 24     |